# Cowansville
Cowansville är en stad (kommun av typen ville) och tätort (centre de population) i den kanadensiska provinsen Québec. Den ligger i regionen Estrie, i den sydöstra delen av landet, 230 km öster om huvudstaden Ottawa.